# Cuverville (Calvados)
Cuverville er en kommune i departementet Calvados i regionen Basse-Normandie i det nordvestlige Frankrig. Byen ligger 10 km øst for Caen på Caen-sletten.

## Seværdigheder og monumenter
- Notre-Dame kirken der er fra 12. til 16. århundrede. Kirken er fredet.